# Bicentenario de Venezuela
El Bicentenario de Venezuela consistió en una serie de conmemoraciones que tuvieron lugar entre el 19 de abril de 2010 y el 5 de julio de 2011, fechas en las cuales se recordaron los hechos ocurridos durante la revolución del 19 de abril de 1810 y la firma del Acta de la Declaración de Independencia de Venezuela, el día 5 de julio de 1811, ambos en la ciudad de Caracas, los cuales propiciaron el nacimiento de Venezuela como nación independiente y soberana.

## 19 de abril de 1810
El proceso de independencia venezolana empezó con el movimiento popular que tuvo lugar en la ciudad de Caracas el día jueves 19 de abril de 1810, como reacción al nombramiento de Vicente Emparan como Capitán General de Venezuela por parte del gobierno de José I de España, considerado ilegítimo por el cabildo abierto reunido aquel día. En lo que se ha considerado el primer referendo popular efectuado en Caracas, el pueblo rechazó el mandato de Emparan, quien tuvo que renunciar a su cargo.
Aunque en principio leales a la autoridad del depuesto rey Fernando VII, a partir del 19 de abril de 1810 se instalan las primeras autoridades de gobierno venezolanas en la historia (Junta Suprema de Caracas), así como también el primer gobierno autónomo en la América Española. El proceso hacia la independencia toma un cariz más definitivo el 2 de marzo de 1811, cuando se instala el primer Congreso de Venezuela, que oficializa la Primera República.

## 5 de julio de 1811
El sentimiento independentista fue tomando cuerpo y alcanzó su momento cumbre con la redacción y firma del Acta de la Declaración de Independencia el 5 de julio de 1811, redactada por Juan Germán Roscio, que explica los motivos para declarar la independencia de siete provincias españolas pertenecientes a la entonces Capitanía General de Venezuela. Con esta declaración se da inicio oficialmente a la Guerra de Independencia de Venezuela.

## Imagen del Bicentenario de Venezuela
El 5 de abril de 2010, el Gobierno venezolano dio a conocer públicamente la imagen gráfica y audiovisual que identificará todas las distintas actividades a realizarse en ese país en conmemoración de los 200 años del inicio de la gesta independentista. La ministra del Poder Popular para la Comunicación y la Información, Blanca Eekhout, anunció que toda la producción vinculada a la celebración del Bicentenario deberá estar identificada por el logo y el trabajo audiovisual oficial, creados para tales fines y precisó que su uso será regulado por dicho ministerio a través de una resolución publicada en la Gaceta Oficial y un manual que puede descargarse desde la página web del Ministerio, bajo la supervisión de la llamada Comisión Bicentenaria.
La ministra explicó que el logo exalta la figura del Libertador Simón Bolívar como artífice de la gesta de independencia venezolana, además de la imagen del subcontinente latinoamericano unido. “Se trata de un Bolívar ecuestre, con espada en mano y en posición de lucha, sobre la forma de nuestro continente, una región en pie de lucha y cuya reindependencia se materializa con la propuesta de creación de una sola patria grande (...) el logo está pintado de colores que van del naranja amarillo al naranja rojizo, como un reflejo del alba, del color de la tierra y del mestizaje (...) se puede observar en grande el número 200, que representa los años de lucha de nuestra gente, y más abajo nuestra bandera tricolor ondeante”.

## Monumento al 19 de Abril

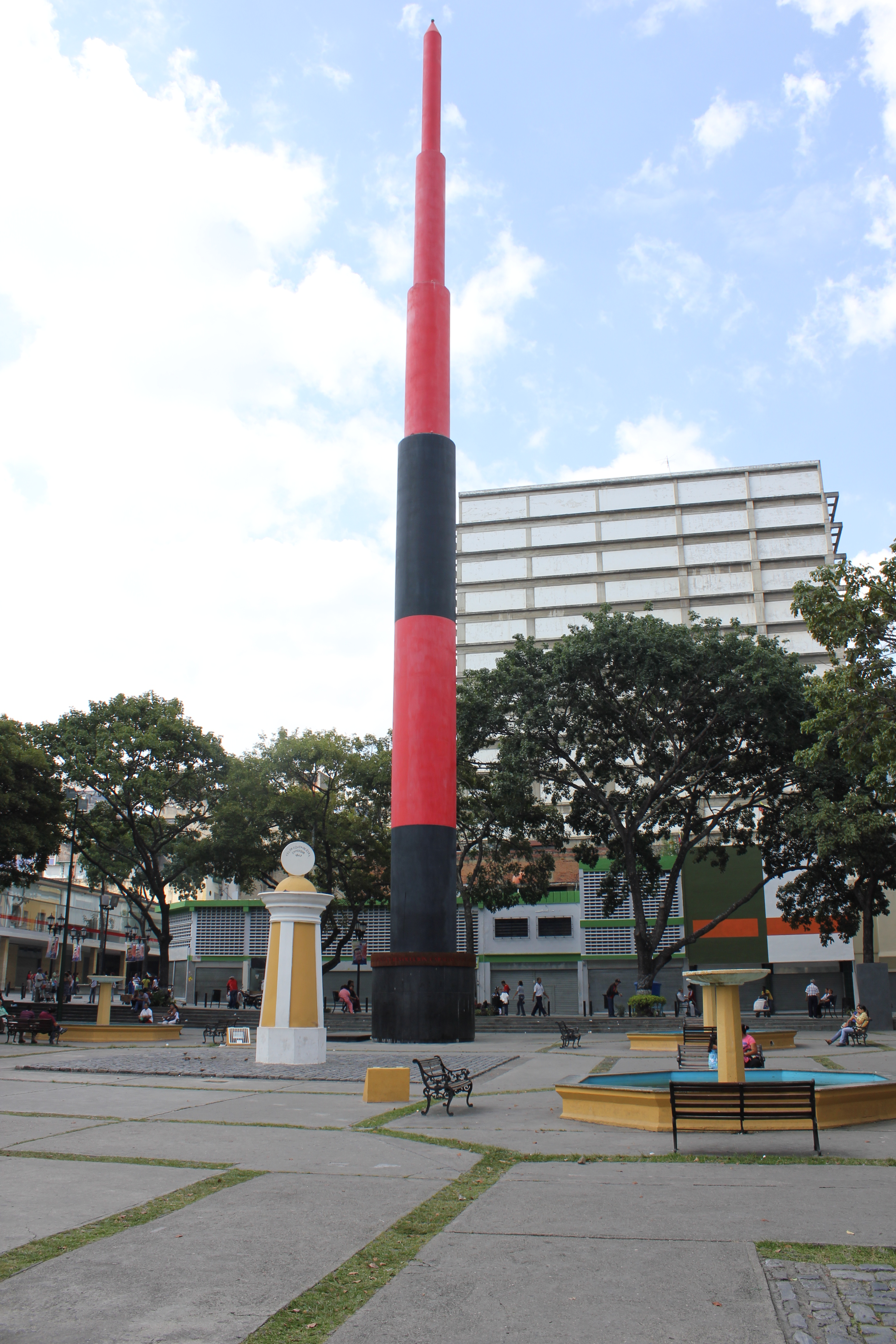
Monumento en homenaje al 19 de abril de 1810, instalado en la Plaza El Venezolano con motivo del Bicentenario de Venezuela.

El 18 de abril de 2010, fue inaugurado el Monumento al 19 de Abril en la Plaza El Venezolano, ubicada en pleno centro de Caracas, a escasos metros de la Casa natal del Libertador Simón Bolívar. Se trata de una figura hecha de acero, dispuesta de forma vertical, cuya altura es de 48 metros, con 2,4 metros de diámetro en la base. Esta obra responde a una solicitud hecha por el presidente Hugo Chávez a la Oficina Presidencial de Planes y Proyectos, en diciembre de 2009. 

## Testimonios Sonoros de la Libertad
En el marco de la celebración del bicentenario venezolano, el Centro de Arte La Estancia y la Fundación "Correo del Orinoco" editaron un disco compacto titulado «Testimonios Sonoros de la Libertad». Esta recopilación incluye 14 canciones patrióticas escritas durante y para el apoyo del proceso independentista, todas ellas restauradas por el compositor Diego Silva, quien asegura que “a través de estas canciones se puede tejer el hilo histórico de los hechos ocurridos el 19 de abril de 1810 y el 5 de julio de 1811, así como también las batallas de Ayacucho, de Carabobo y de Boyacá”.
En este trabajo, Diego Silva, director general de la obra, contó con la colaboración de Ignacio Barreto en la investigación histórica y recopilación y Belén Ojeda en la dirección y montaje coral, junto a otro grupo de músicos y especialistas. El repertorio de esta obra conmemorativa incluye los siguientes temas:
- Canción Americana (1797-1811). Música de Lino Gallardo y letra de Juan Bautista Picornell y Manuel Cortés Campomanes. Esta partitura fue restaurada a partir de la línea de primer violín y la de canto, que se encontraron en buen estado. Se reescribieron las partes de segundo violín y chelo.
- Gloria al Bravo Pueblo (1810). Música de Juan José Landaeta y letra de Vicente Salias. La versión del manuscrito es de Atanasio Bello Montero (1845), Se interpretó tal y como se encontró, con las voces al unísono, pero con la distribución de los solos en diferentes tesituras vocales.
- Gloria Americanos (1811), de Juan José Landaeta. Esta pieza se escuchó en la instalación del Primer Congreso de Venezuela. Lamentablemente, de acuerdo con Silva, no se encontró la parte de canto, ni el texto.
- Canción Patriótica Número 2 (1847). Se encontró una sola voz para el canto, de tres voces que seguramente tenía el original.
- Entonad nuevos himnos (1824). Pieza compuesta por José María Isaza, fue restaurada parcialmente a partir de las partes encontradas y algunos pasajes fueron rearmonizados debido al mal estado de los manuscritos originales.
- A Bolívar, canción patriótica (1824). Música de Lino Gallardo. Se le hizo una orquestación para cuerdas y voces a partir de una versión para piano y voces, realizada por algún maestro de la escuela de Santa Capilla con la finalidad de preservarla. Según Silva, esta pieza debió haber sido escrita originalmente para el mismo formato orquestal de las demás.
- Canción para el 19 de abril (1825), de Juan Meserón.
- Canción a los Libertadores del Sur (1825), de José María Isaza.
- Canción para el cumpleaños del Libertador de Colombia (1825), de Atanasio Bello Montero.
- Canción Patriótica en Obsequio al Libertador Simón Bolívar (1825), de José María Isaza.
- Canción Patriótica para la visita del Libertador el 10 de enero de 1827, de Juan Meserón.
- Canción Patriótica Venezuela Celebra la Dicha (1827), de José María de Isaza.
- La reconquista (1846), de José Lorenzo Montero.
- Canción para el 5 de julio (1844), de José Lorenzo Montero.

## Celebraciones
De acuerdo con la jefa de Gobierno del Distrito Capital, Jacqueline Faría, las avenidas Boyacá, Libertador, Urdaneta, Sucre, San Martín y Baralt, la autopista Francisco Fajardo y otras arterias viales caraqueñas identificaron con la imagen de la fiesta bicentenaria y experimentaron una rehabilitación en tres fases: la primera, de pleno mantenimiento, concluyó poco después del 19 de abril de 2010. Una segunda fase de mantenimiento y rehabilitación de áreas que se extendió hasta finales de 2010 y una última fase de rehabilitación y construcción de nuevos espacios, terminada parcialmente el 5 de julio de 2011, con planes para su culminación antes de fines de ese año. 
Además, para la madrugada del 19 de abril de 2010 se organizó el llamado «Amanecer bicentenario». En todas las plazas Bolívar de Venezuela, la llegada de este día fue celebrada con fiestas populares, fuegos artificiales, jornadas culturales y actividades recreativas y de expresión popular.

### Antorcha Bicentenaria
Durante un año, desde abril de 2009 hasta abril de 2010, la llamada Antorcha Bicentenaria recorrió casi toda Venezuela portada por estudiantes, cultores, autoridades locales y nacionales, personas de la tercera edad, personas con discapacidad, colectivos organizados, participantes de las misiones gubernamentales, deportistas y actores entre otros, quienes se relevan cada 200 metros a lo largo del recorrido.
Luego de casi un año, el 6 de abril de 2010 la Antorcha inició su recorrido final en el estado Vargas. De manos de actores locales que interpretan a personalidades históricas venezolanas como Guaicaipuro, José Leonardo Chirinos, José María España, Francisco de Miranda y Simón Bolívar, la llama recorrió las poblaciones más importantes de dicho estado. El 9 de abril, en la Plaza Bolívar del municipio Brión (Higuerote), fueron relevados por las autoridades del estado Miranda, para continuar el recorrido en dicha entidad hasta el 14 de abril cuando arribó al estado Aragua. La Llama llegó el 16 de abril a la Plaza Bolívar de la Parroquia El Valle de Caracas. De allí arrancaron las delegaciones marchando con la antorcha hasta la Plaza Venezuela en donde fue encendido un pebetero especial. El 17 el fuego simbólico fue trasladado a la Plaza Bolívar de Caracas, donde uno de los portadores de la antorcha entró con la llama a las instalaciones del Gobierno del Distrito Capital, donde se encuentra el pebetero. La Llama reposó allí hasta el día siguiente, para culminar su recorrido el mismo día 19 de abril en el desfile cívico-militar que tuvo lugar en el Paseo Los Próceres de Caracas.

### Apertura del Arca
El propio día 5 de julio de 2011, el Vicepresidente de la República abrió el arca en la que reposa el Acta de la Declaración de Independencia de Venezuela, conmemorando los 200 años de su firma en una ceremonia llevada a cabo desde el Salón Elíptico del Palacio Federal Legislativo de Venezuela. A partir de ese día está previsto que los pliegos originales del Acta sean expuestos en la Asamblea Nacional.